# Trienopa janssensi
Trienopa janssensi är en insektsart som beskrevs av Victor Lallemand 1950. Trienopa janssensi ingår i släktet Trienopa och familjen sköldstritar. Inga underarter finns listade i Catalogue of Life.